# Rissoina nereina
Rissoina nereina är en snäckart som beskrevs av Bartsch 1915. Rissoina nereina ingår i släktet Rissoina och familjen Rissoidae. Inga underarter finns listade i Catalogue of Life.